# Transportní paleta

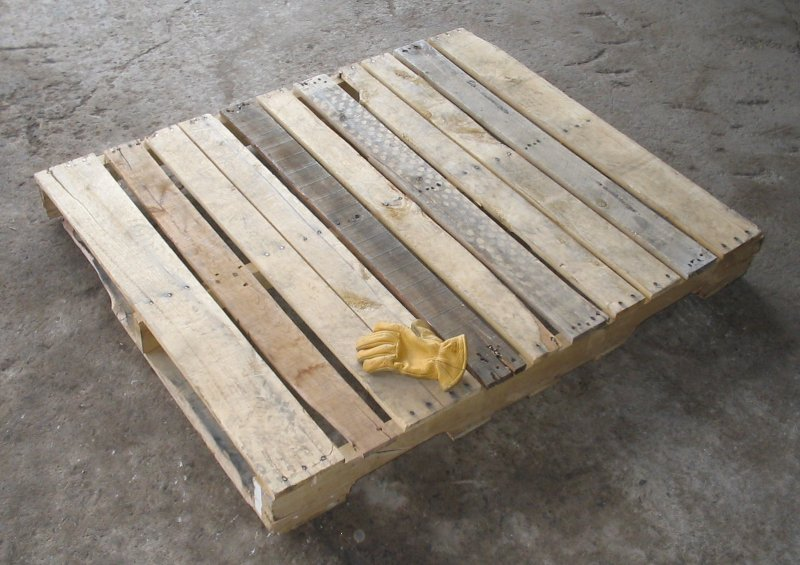
Dřevěná paleta

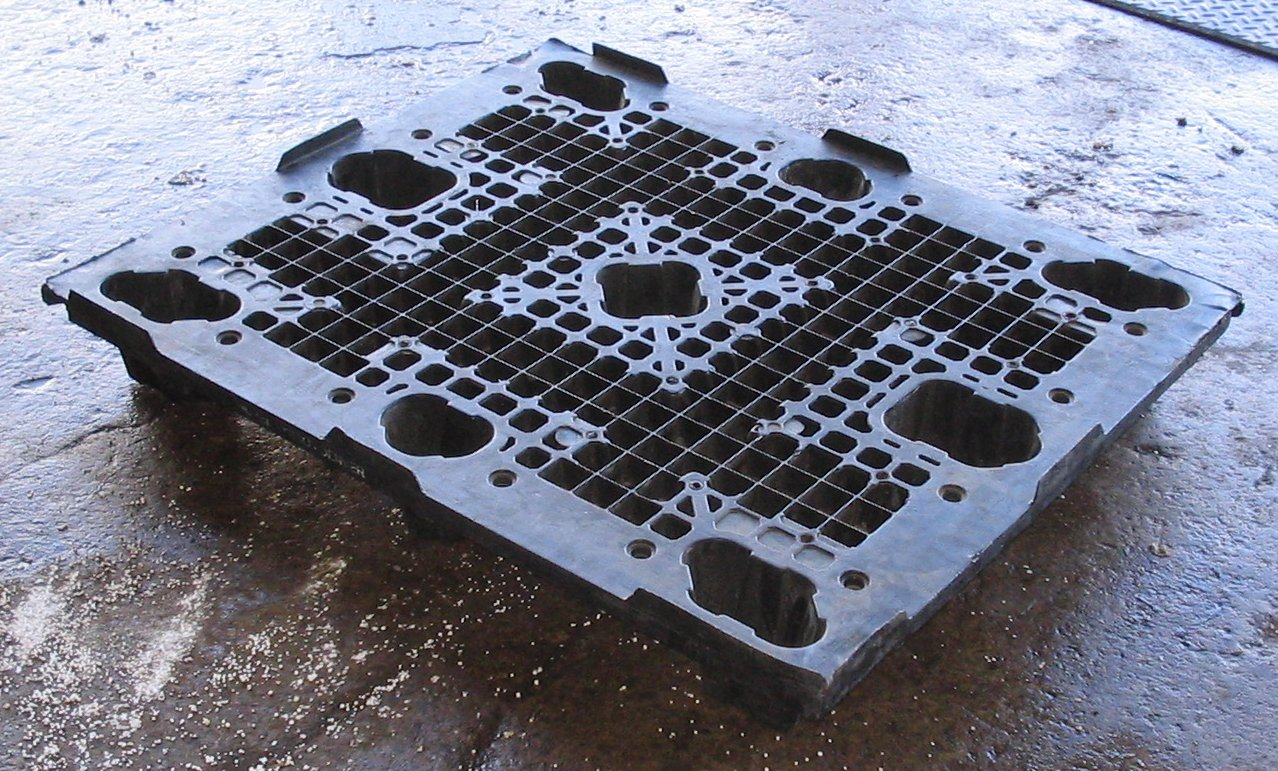
Paleta z plastu

Transportní paleta nebo také jen paleta je plochá konstrukce používaná pro transport stohovatelného zboží. Důvodem pro používání palet je dokonalejší využití ložné plochy nákladních automobilů, železničních nákladních vozů i plochy skladů. Samozřejmostí je výrazné urychlení překládky zboží během dopravy od výrobce ke spotřebiteli. Řadu typů palet je možné stohovat na sebe a všechny palety je možné ukládat do výškových regálů. Důležité při ukládání materiálu na palety je dostatečné zajištění materiálu proti spadnutí. Běžně se provádí ovinutím průtažnou (stretch) fólií nebo zavařením do teplem smrštitelné fólie. Zboží, které to umožňuje, se zajišťuje zapáskováním ocelovou nebo plastovou páskou. To platí hlavně pro stavební materiál (cihly) nebo plošné materiály (plech).
Palety mají čelní a boční otvory, které umožňují nabrat paletu nízkozdvižným (paletovacím) vozíkem, nebo vidlicovým nakladačem (vysokozdvižným vozíkem). Většina palet je sbitá z dřevěných latí a hranolků, používají se také palety z plastu nebo plechu.
Je třeba rozlišovat mezi jednocestnými (jednorázovými) a vratnými paletami. Jednorázové palety jsou levné a nemají velkou životnost. Zpravidla zůstávají u příjemce zboží, který je zlikviduje. Vratné palety jsou na rozdíl od jednorázových konstruované jako stabilní, trvanlivé výrobky. V Česku je velmi rozšířená takzvaná europaleta, všeobecně používaná v logistice zboží. Tyto palety se po složení zboží vracejí přepravci, nebo se vyměňuje naložená paleta za prázdnou.
Mimo ploché palety existují i další typy. Ohradové palety z ocelového plechu mají půdorys klasické europalety, ale pevné sloupky v rozích a stěny ze silného ocelového plechu. I naplněné je možné je stohovat v několika vrstvách. Používají se především pro mezioperační přepravu kovových polotovarů uvnitř průmyslových areálů, případně mezi kooperujícími firmami. Obdobné, se stěnami z kovového pletiva jsou klecové palety pro přepravu textilu nebo plastových výlisků. Paletou se také někdy nazývá upínací přípravek, ve kterém postupuje členitý výrobek výrobní linkou (tzv. technologická paleta u výrobních systémů). Například mezi několika obráběcími stroji nebo montážními pracovišti. Technologická paleta obráběcích výrobních systémů může na sobě nést, kromě vlastního obrobku a upínačů, i další prvky (např. kódovací prvek identifikace obrobku v pružném výrobním systému PVS 400 pro výrobu nerotačních součástí v továrně obráběcích strojů v Olomouci, 1979 - 2020).
Ohradové palety jsou oproti běžným paletám vybaveny bočnicemi z plného nebo odlehčeného materiálu. Bočnice bývají skládací nebo odnímatelné pro možnost stohování prázdných palet.

## Druhy palet
- Prostá paleta
- Ohradová paleta
  - Ohradová paleta
  - Skříňová paleta
  - Sloupková paleta
- Nadstavba na palety
- Speciální paleta